# Abadia de São Romano

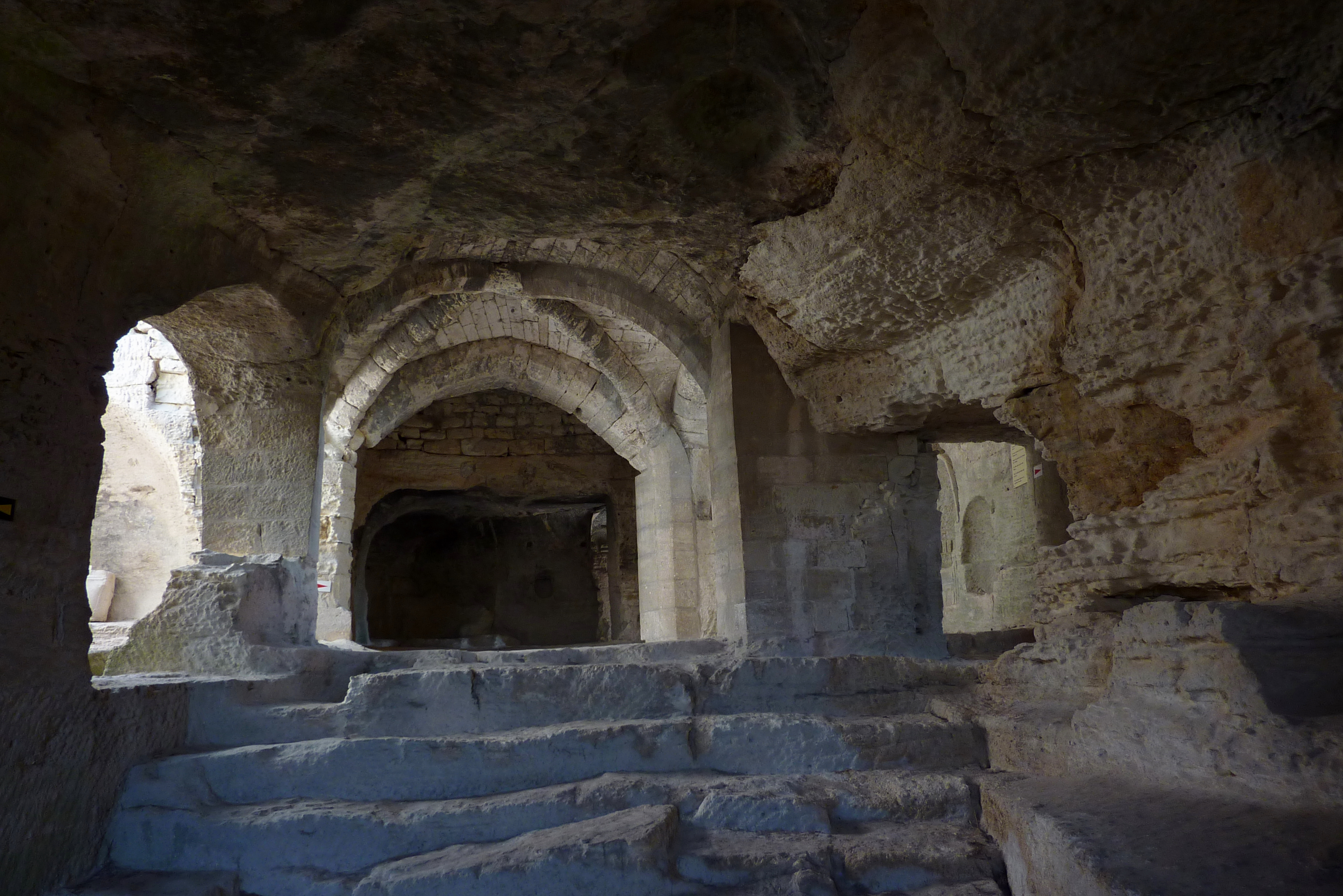
Abadia de São Romano.

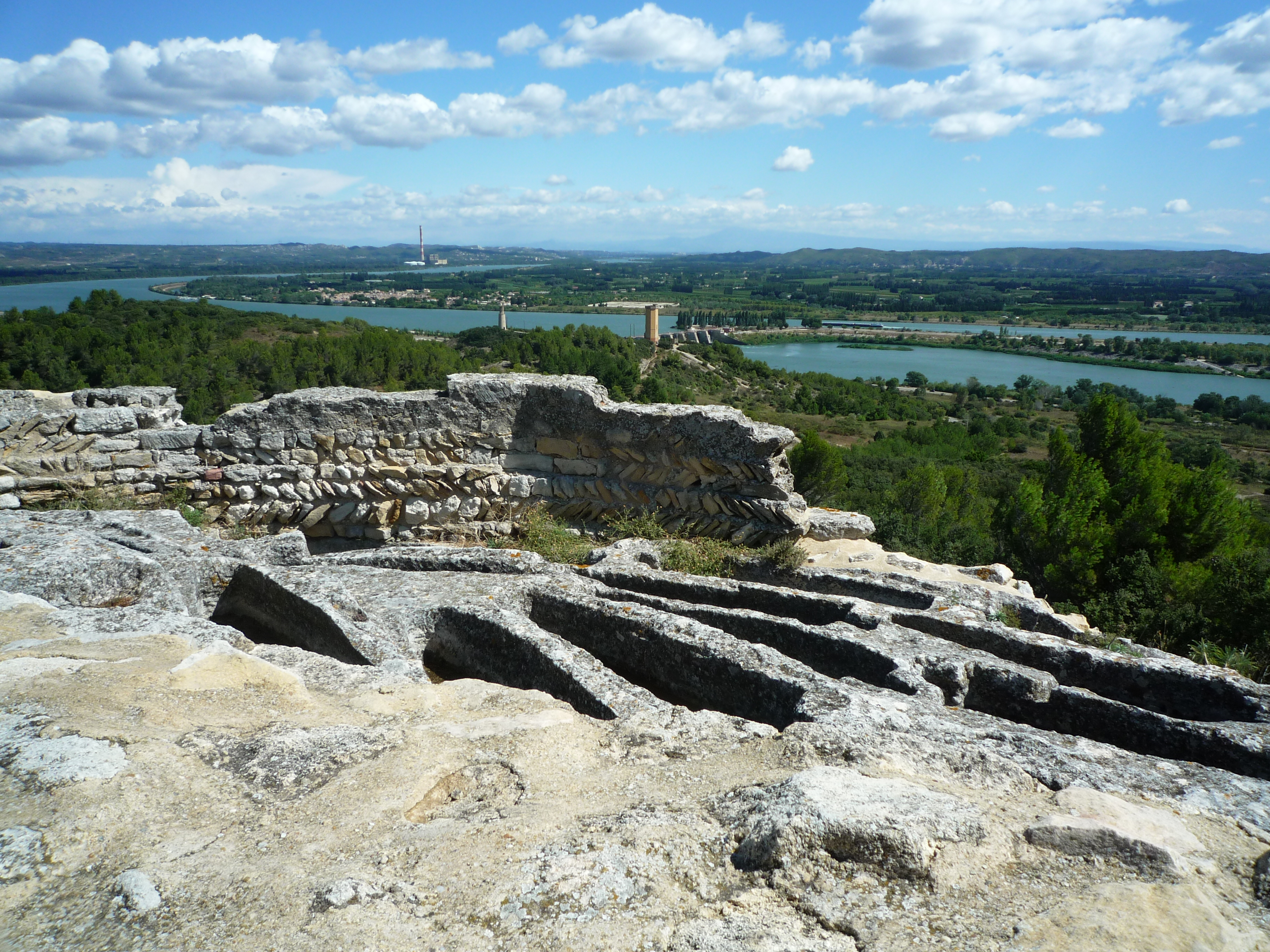
Vista sobre o rio Ródano a partir da necrópole da Abadia de Saint-Roman.

A Abadia de Saint-Roman (Abbaye de Saint-Roman), é um mosteiro de cavernas localizado nas comunas de Beaucaire e Comps, no departamento de Gard, na França.
O local, que inclui as ruínas de um castelo, o castelo de Saint-Roman-d'Aiguille, é protegido pelo Ministério da Cultura francês como monumento histórico desde 1990 e inclui capela, claustros, terraço, túmulos e paredes. Foi construído nos séculos IX, X, XII e XV.

A abadia é alcançada por um caminho sinalizado de Beaucaire, que passa por uma vasta câmara e as células dos monges até a capela esculpida na rocha que contém o túmulo de São Romano. Do terraço, há uma bela vista sobre o Rhône, Avignon e a área de Mont Ventoux, com Tarascon em primeiro plano. O Guia Michelin descreve "um sítio de simplicidade cativante".